# Ebionismo

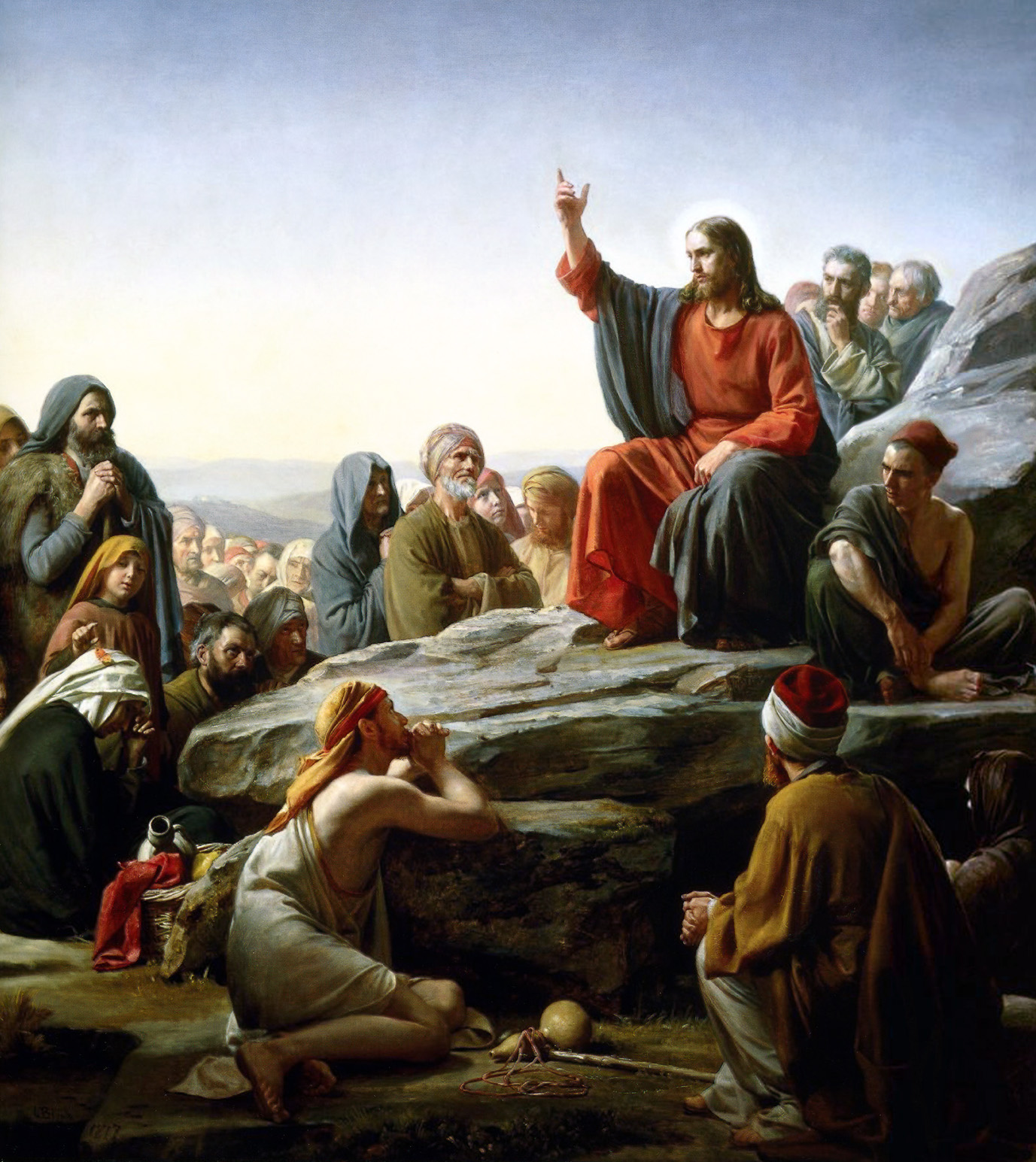
El sermón de la montaña por Carl Heinrich Bloch, 1890.

Ebionismo o ebionaioi (griego: Ἐβιωναῖοι; derivado del hebreo אביונים ebionim, que significa «los pobres») es un término patrístico que hace referencia a una o varias sectas judeocristianas que existieron durante el cristianismo primitivo, y que veían a la pobreza como una bendición. Los ebionitas aceptaron una cristología adopcionista, viendo, por tanto, a Jesús como solo un hombre que, en virtud de su rectitud al seguir la Ley de Moisés, fue escogido por Dios para ser el profeta mesiánico, como Moisés. Los ebionitas, pues, mantenían una cristología «baja», es decir, afirmaban que Jesús era el Mesías, pero rechazaban su preexistencia, esto es, que tuviera naturaleza divina y que su nacimiento hubiera sido virginal e insistían en la necesidad de seguir los ritos y leyes judías cumpliendo preceptos como la circuncisión, el sábado o las prohibiciones alimenticias (cashrut).
La gran mayoría de los ebionitas rechazaban como herejías las creencias cristianas ortodoxas en la divinidad de Jesús, en su nacimiento virginal y en la expiación sustitutiva o vicaria de los pecados, que eran aceptadas por la iglesia primitiva y, en consecuencia, creían que Jesús era hijo natural de José y María, que buscó abolir los sacrificios animales por medio de la proclamación profética y que murió como mártir para llevar a toda Israel al arrepentimiento. Su nombre sugiere que otorgaban un especial valor a la pobreza voluntaria. Las últimas comunidades ebionitas podrían haber desaparecido alrededor del siglo V.
Más allá de la pobreza voluntaria, se decía que los ebionitas practicaban el vegetarianismo religioso y baños rituales. Insistían en la necesidad de seguir la Ley Escrita y el Sermón de la Montaña de Jesús; utilizaban uno, algunos o todos los evangelios judeocristianos, como el Evangelio de los ebionitas, como sagrada escritura adicional a la Biblia hebrea, y veneraban a Santiago el Justo como ejemplo de rectitud y verdadero sucesor de Jesús (en lugar de Pedro), al tiempo que rechazaban a Pablo como falso apóstol y apóstata de la Ley.
Dado que los registros históricos de los ebionitas son escasos, fragmentarios y controvertidos, gran parte de lo que se sabe o conjetura sobre ellos deriva de los Padres de la Iglesia, que veían a ciertos cristianos judíos como ebionitas y confundían en sus polémicas a diferentes grupos a los que tachaban de «judaizantes» heréticos. En consecuencia, se sabe muy poco con certeza sobre la secta o sectas ebionitas, y la mayoría de las afirmaciones sobre ellos son especulativas. Los Padres de la Iglesia consideran a los ebionitas idénticos a otras sectas judeocristianas, como los nazarenos.